# Jos Som
Jos Som (* 1953 in Didam) ist ein niederländischer Politiker des Christen-Democratisch Appèl (CDA).

## Laufbahn
Nach seiner Schullaufbahn und seinem Studium war Som zunächst als Lehrer tätig. In seinem Geburtsort wurde er bald zum hauptberuflichen Beigeordneten der dortigen Gemeindeverwaltung und so genannter loco-Burgemeester (etwa: Stadtteilbürgermeister).
Im Jahre 1994 wurde der CDA-Politiker zum Bürgermeister der südlimburgischen Gemeinde Gulpen gewählt. Nach sechs Jahren in diesem Amt wurde er am 16. Dezember 2000 als Bürgermeister von Kerkrade vereidigt. Ende 2006 wurde er im Amt bestätigt. In dieser Funktion folgte er seinem Vorgänger Thijs Wöltgens. Zum 11. Juni 2019 übernahm Petra Dassen-Housen diese Funktion als seine Nachfolgerin.

## Affären
Im Jahre 2004 wurden von der Stadt Kerkrade 15 Millionen Euro an den örtlichen Fußball-Erstligisten Roda JC Kerkrade überwiesen. Zu dieser Zeit war Som sowohl Bürgermeister in Kerkrade als auch Mitglied des Aufsichtsrats des Vereins. Folglich wurde ihm vorgeworfen, möglicherweise die unterschiedlichen Belange von Verein und Gemeinde nicht trennen zu können. Der Innenminister der Niederlande Johan Remkes warf ihm dies vor. Soms Antwort lautete einem Artikel der Vereinszeitung von Roda JC zufolge, er wisse selbst gut genug was er tue. Demnach stritt er eine Verfehlung strikt ab.
Im Jahre 2005 geriet Som in die Schlagzeilen, als er der Politikerin Ayaan Hirsi Ali verboten haben soll, an einer Veranstaltung (Baumpflanztag) in Kerkrade teilzunehmen. Dem widersprach Soms; er habe lediglich die Organisatoren davon überzeugen können, dass eine Teilnahme von Hirsi Ali "in diesem Moment nichtnachvollziehbar" sei. Der niederländische Justizminister stellte in der Folge fest, Soms habe davon ausgehen können, dass Hirsi Alis Sicherheit gefährdet sei.
Im Juni 2005 wurden Vorwürfe gegen Soms laut, er sei bevorteilt worden beim Kauf seiner Häuser zunächst in Gülpen, später in Kerkrade. Weitere Unregelmäßigkeiten im Zusammenhang mit seinen Immobilien wurden ihm in der Folge vorgeworfen. Von diesen Vorwürfen sprach ihn eine externe Untersuchungskommission im Herbst 2005 frei. Die Kommission attestierte lediglich einige Formfehler, sprach aber nicht von Vorteilnahme durch Jos Som.
Im November 2005 wurde bekannt, dass Som Besitzer eines Studentenhauses in Maastricht war, welches nicht den geltenden Brandschutzbestimmungen entsprach. Zweimal von der Stadt Maastricht zur Behebung der gefährlichen Mängel angehalten, habe Soms nicht darauf reagiert. Erst als die dort lebenden Studenten sich mit Hilfe eines Anwaltes nachdrücklich Gehör verschafften, leitete Som die notwendigen Verbesserungen ein.